# Avallon
Avallon település Franciaországban, Yonne megyében. Lakosainak száma 6346 fő (2022. január 1.). Avallon Annéot, Étaule, Island, Magny, Pontaubert, Saint-Germain-des-Champs, Sauvigny-le-Bois és Vault-de-Lugny községekkel határos.

## Fekvése
Auxerre-től 50 km-re, a Cousin-folyó szakadékszerű völgye fölötti százméteres magaslatra épült.

## Története
A 9300 lakosú festői városka kiindulópontja a Vézelay-t és Clamecy-t felkereső kirándulóknak. A város érdekessége a Saint-Lazare-templom, mely a 11. században épült, jellegzetes burgundiai román stílusban.
Főkapujának egykori eredeti oszlopszobrai közül csak egy maradt meg, a többi hét elpusztult.
A város gránitmagaslatának déli végénél húzódó sétányáról (Promenade des Petits-Terreaux) a völgy csodás panorámája fogadja az ideérkezőt.

## Galéria

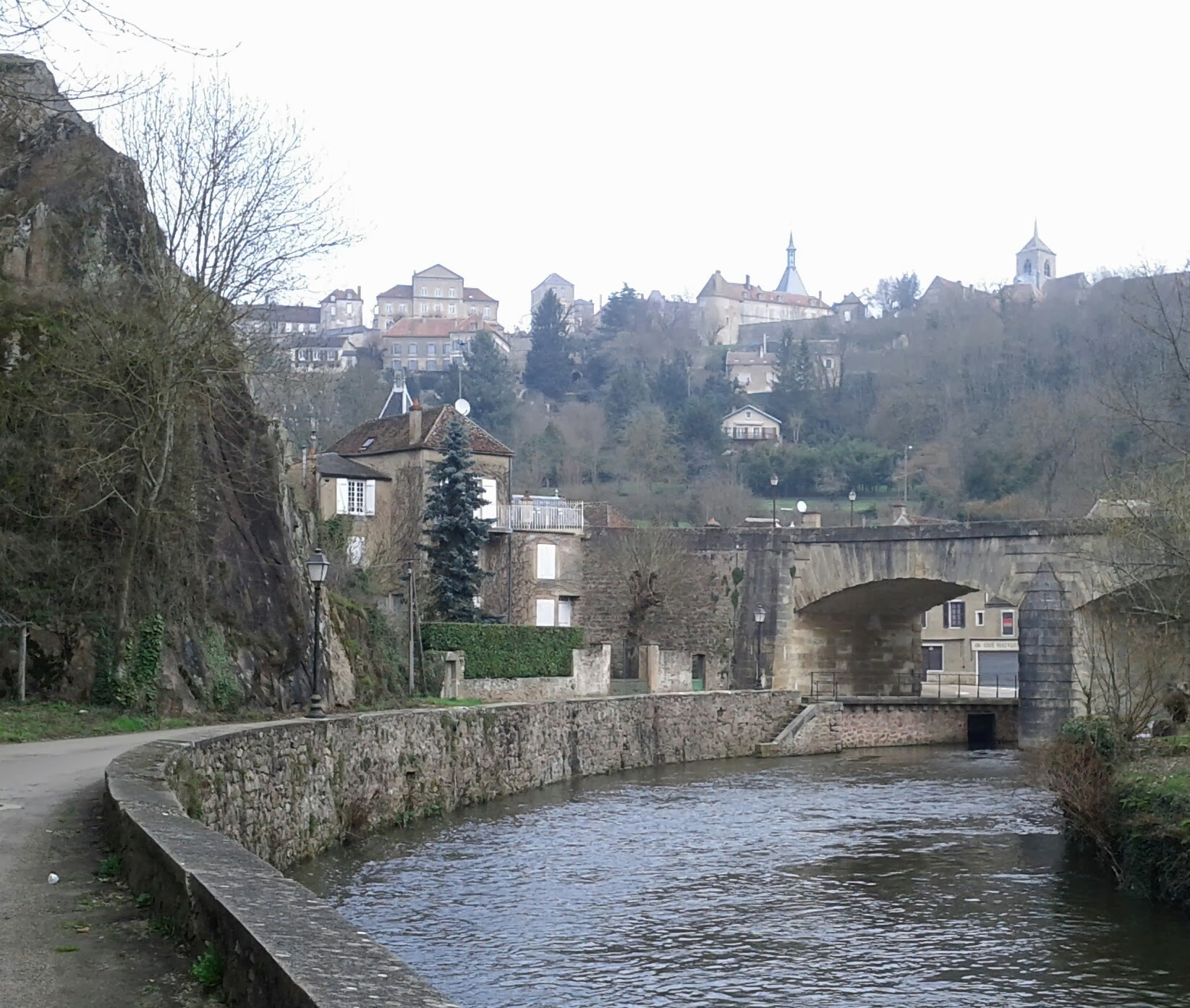
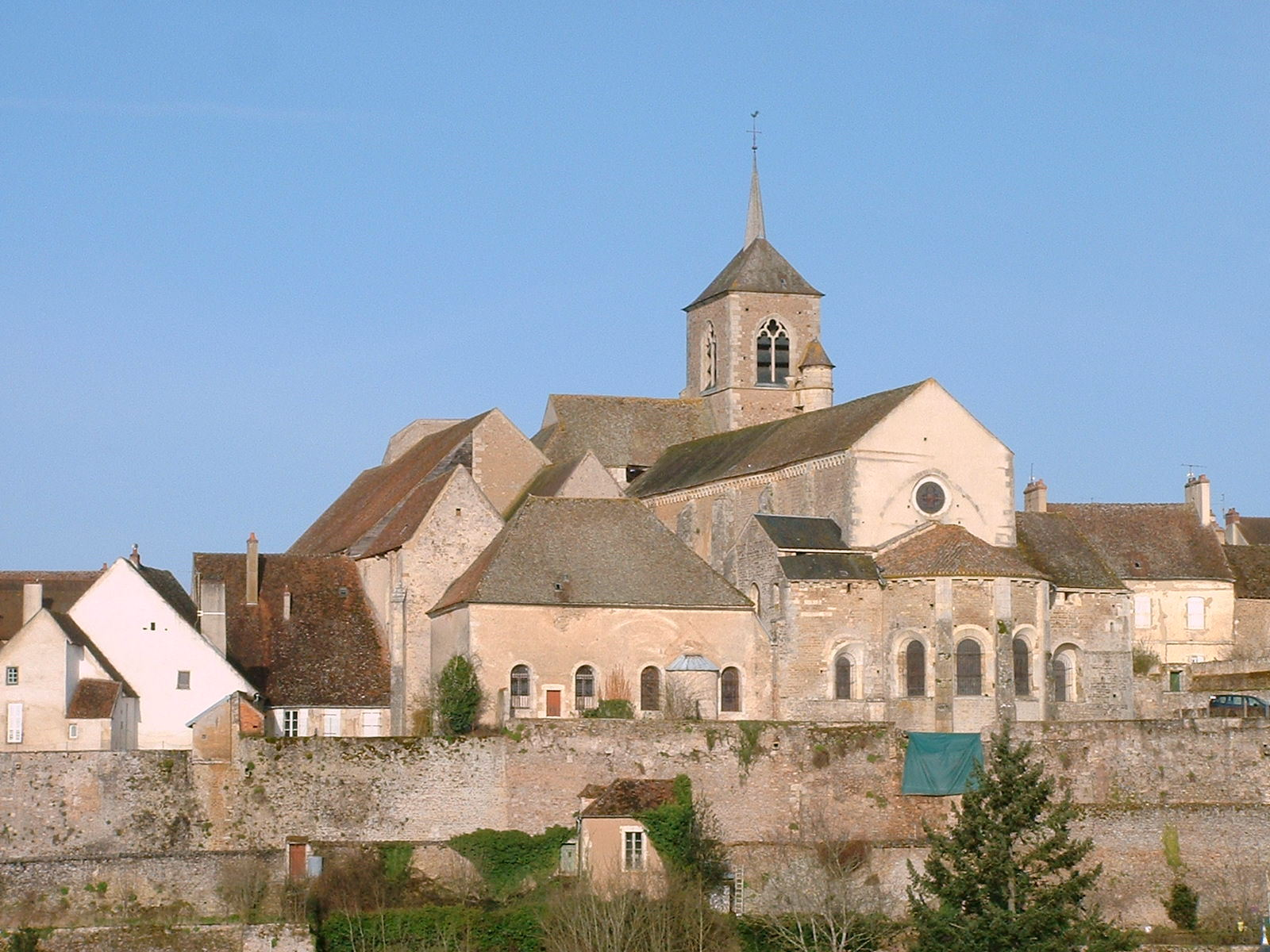
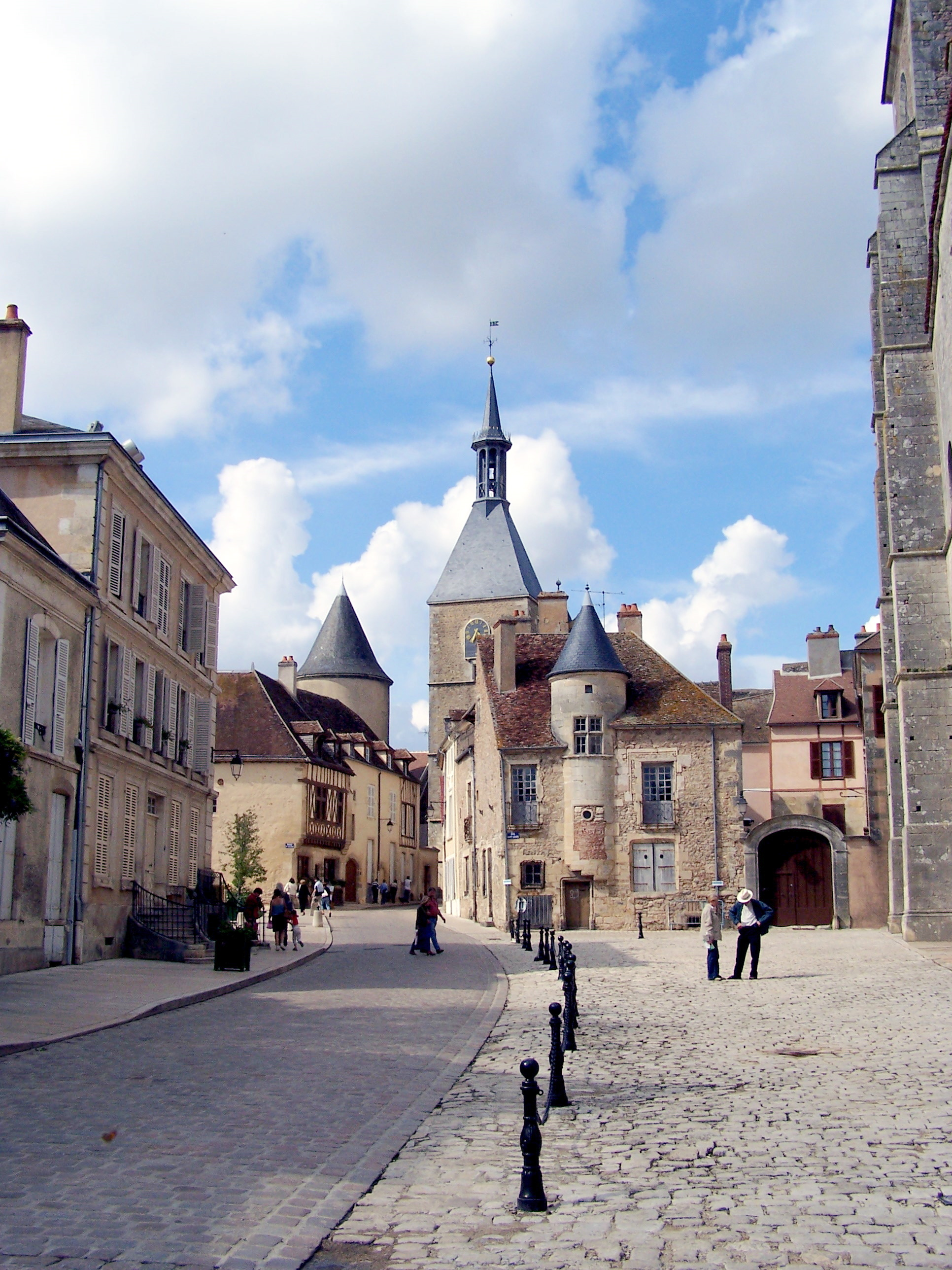
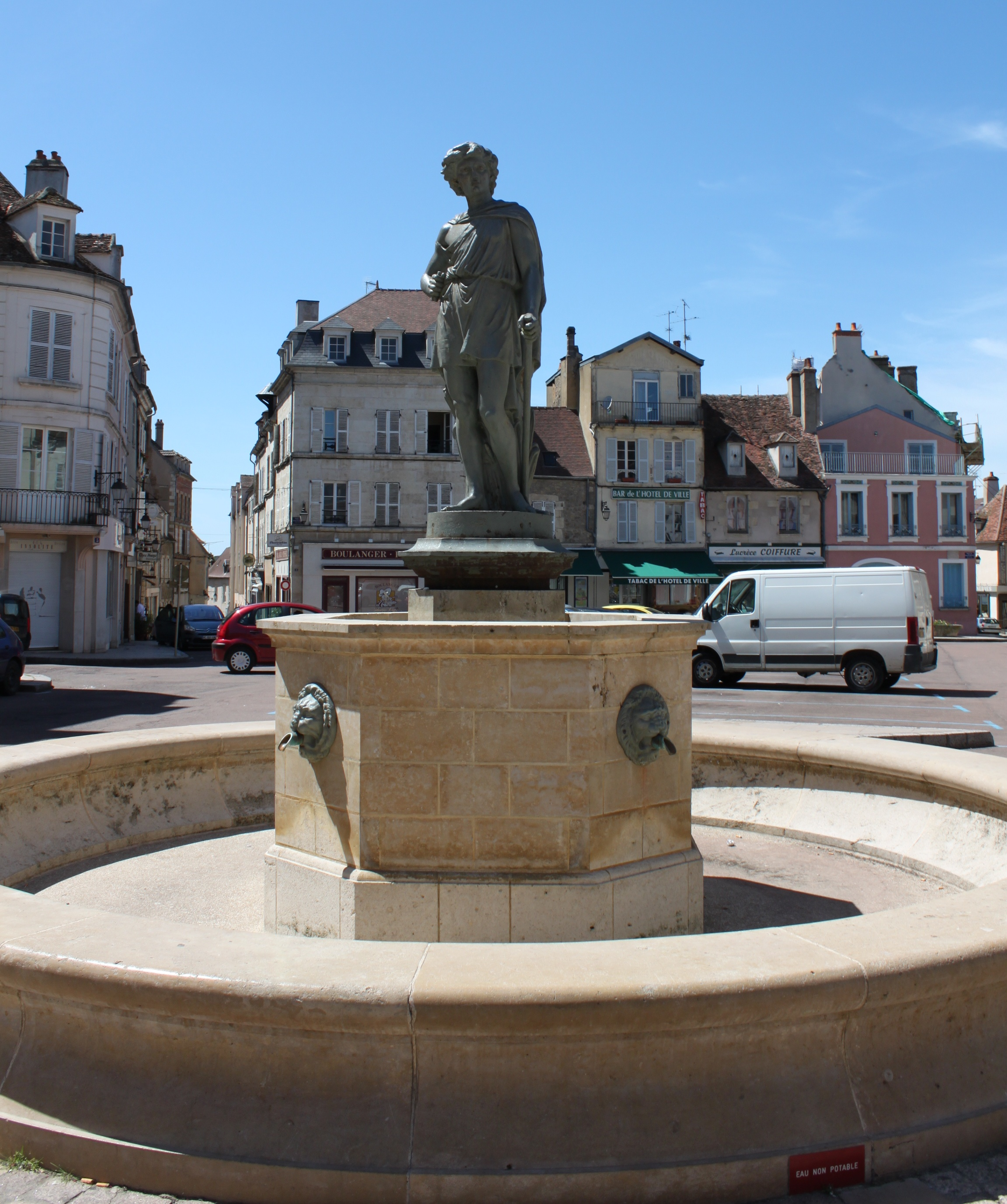
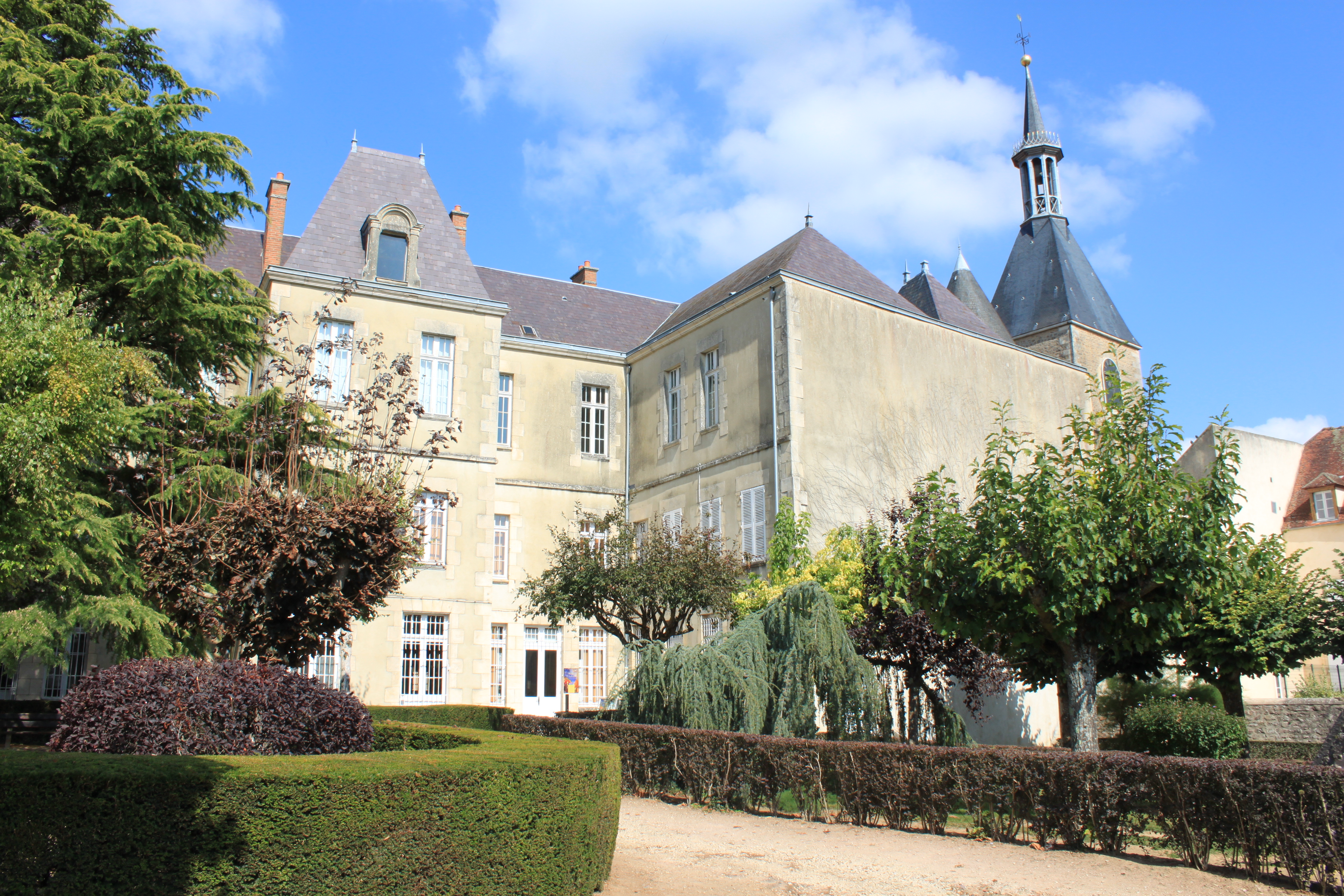
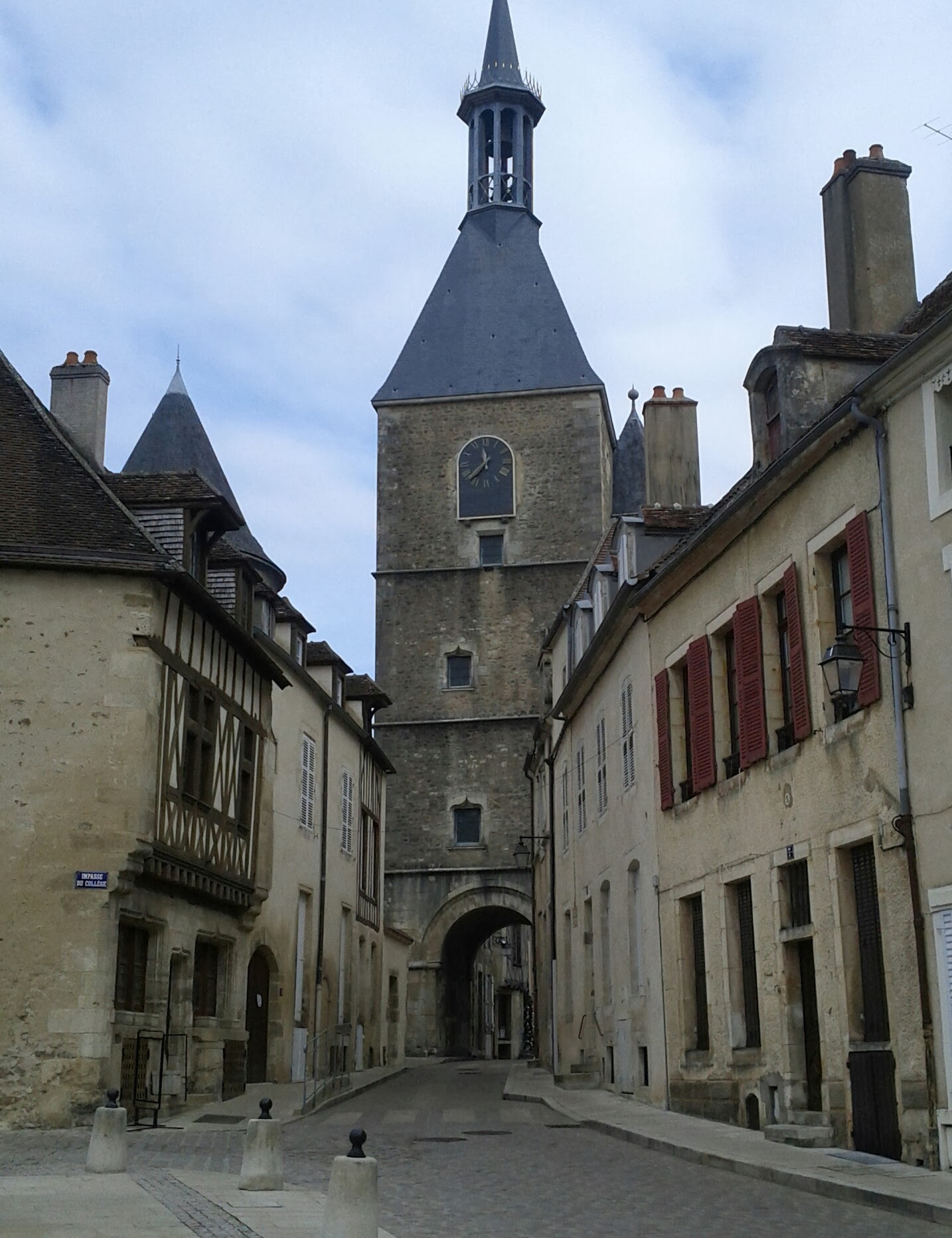
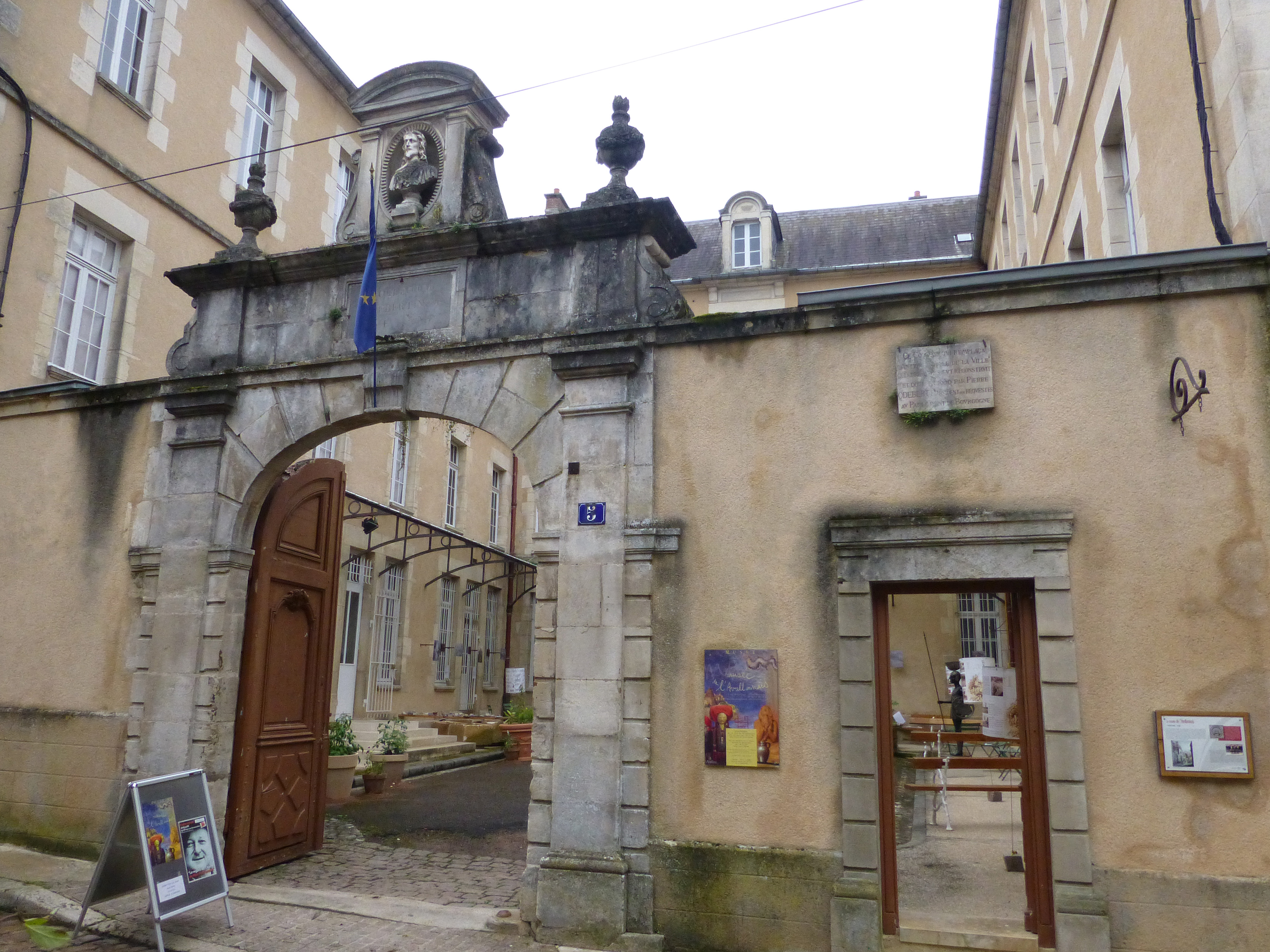
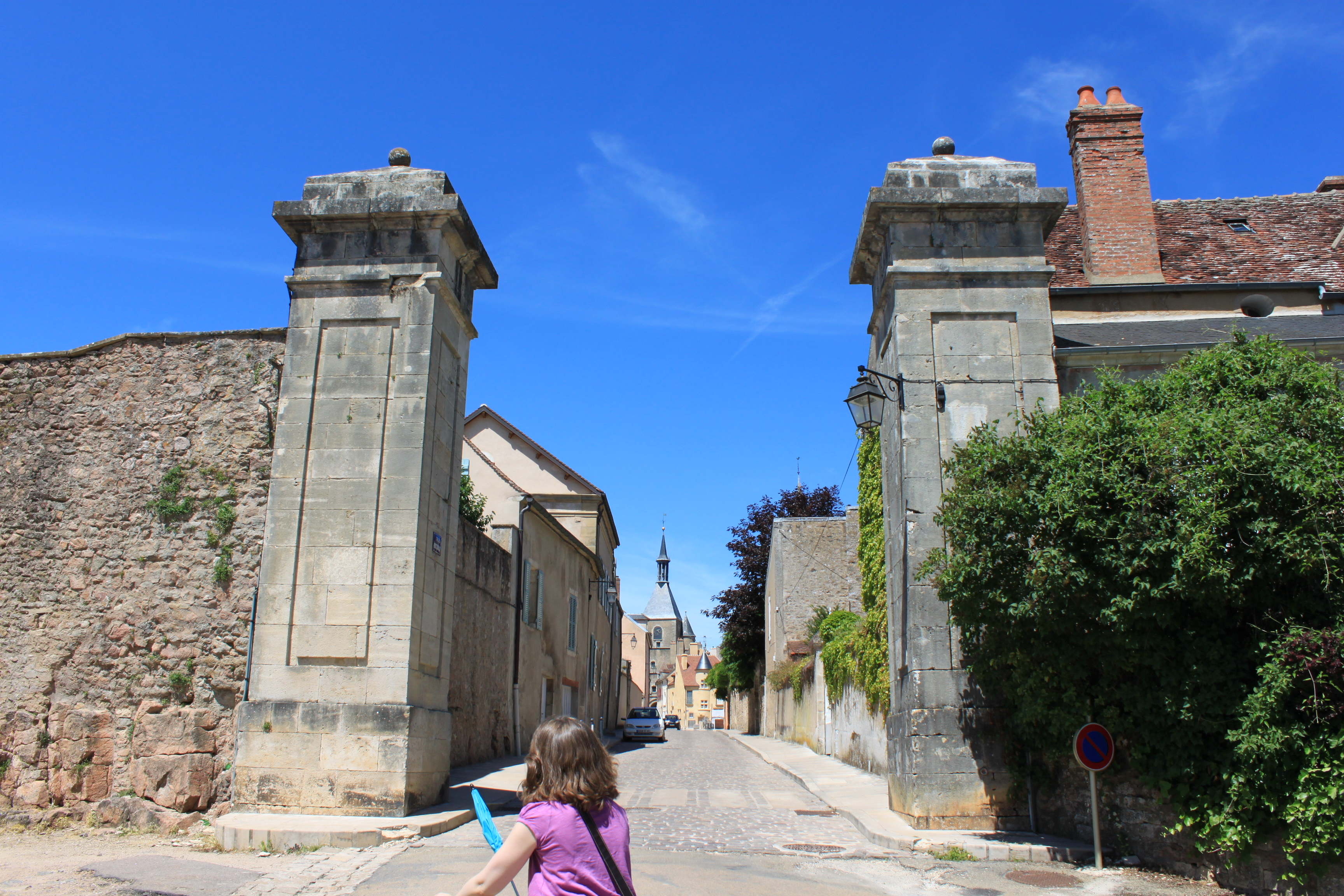
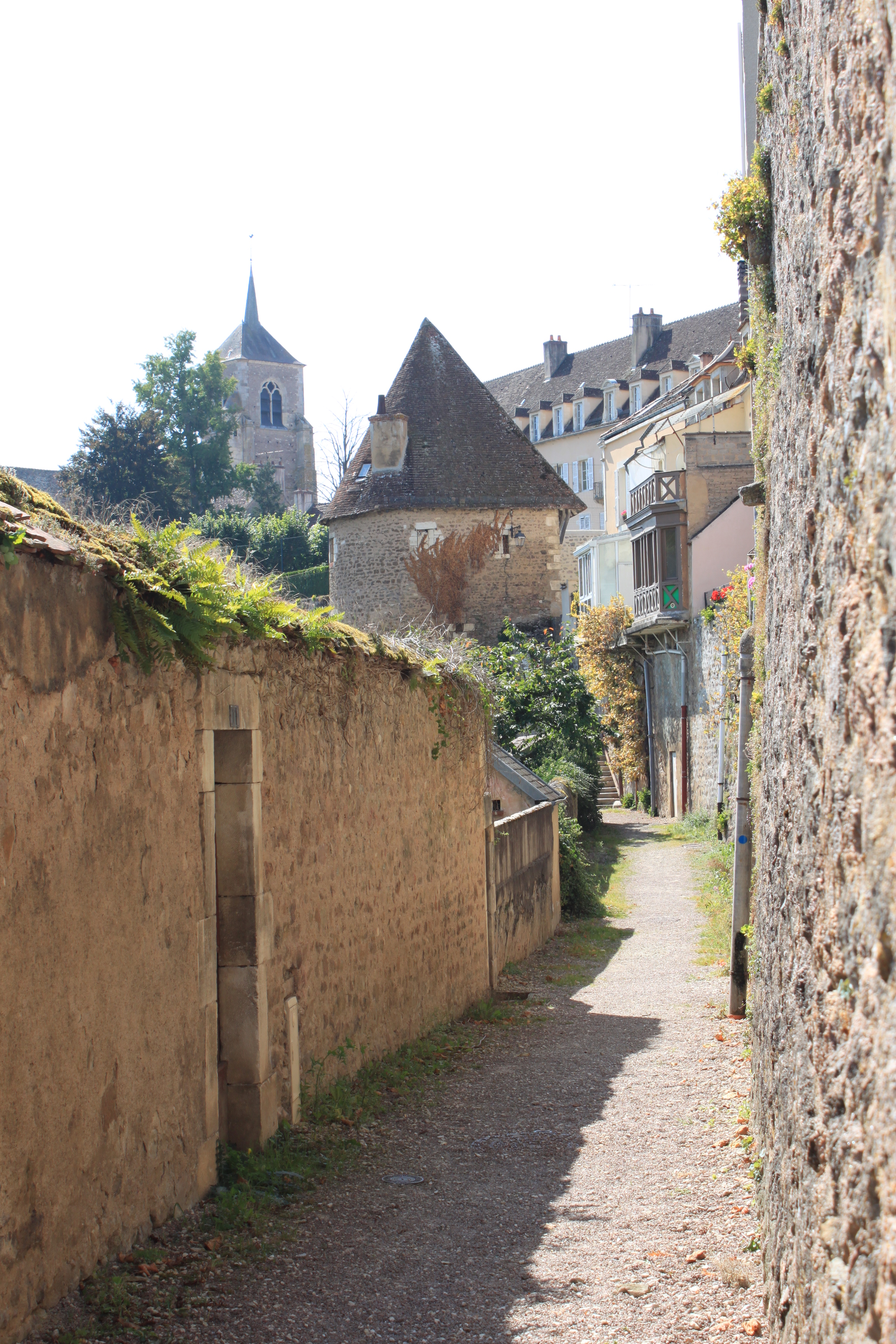

## Nevezetességek
- Saint-Lazare-templom